# 동래선생교정북사상절 권4, 5
동래선생교정북사상절 권4, 5(東萊先生校正北史詳節 卷四, 五)은 대한민국 서울특별시 성북구, 간송미술관에 있는 조선시대의 금속활자본 책이다. 
1973년 7월 10일 대한민국의 국보 제149-1호 동래선생교정북사상절-권지4,5(東萊先生校正北史詳節-卷之四,五)로 지정되었다가, 2010년 8월 25일 현재의 명칭으로 변경되었다.

## 개요
이 책은 송나라 여조겸의 교편(校編)이며, 조선 태종 3년(1403)에 주조한 동활자인 계미자를 사용하여 태종년간에 간행한 것이다. 계미자는 고려와 조선시대의 글자주조술과 조판술의 발달사연구에 귀중한 자료인데 사용했던 기간이 짧아 전해지는 본이 희귀하다.
구성을 보면 권4는 2∼29장으로 구성되었으나 1장이 결락되어 28장만 남아있으며, 권5는 1∼19장 모두 현재 전하고 있다. 책의 상태를 보면 습기로 인해 표지가 퇴색했으며, 문자가 보이지 않는 곳도 있다. 책의 앞뒤의 염황색 표지를 대어 염청색의 면으로 보강하였다. 책의 크기는 가로 10.7cm, 세로 29.7cm이다.
계미자를 사용한 다른 유물들보다 인쇄상태가 정교하고 선명하다. 이 책은 계미자를 이용하여 간행되었다는 점과 고려, 조선시대 활자체를 연구하는데 중요한 자료로 평가되고 있다.

## 참고 자료
- 동래선생교정북사상절 권4, 5 - 국가유산청 국가유산포털